# Holcocera gibbociliella
Holcocera gibbociliella is een vlinder uit de familie van de spaandermotten (Blastobasidae). De wetenschappelijke naam van de soort is voor het eerst geldig gepubliceerd in 1863 door Clemens.